# 悉地
悉地（羅馬化：siddhi，羅馬化：ngödrup/grub-pa），汉译成就、妙成就、成就悉地、悉地成就，爲婆罗门教、耆那教和佛教等印度宗教用语，是指修行获得成果，表现为获得神通，或所求遂愿（或世间、或出世间法），于佛教密宗则言修持密法、诵持陀罗尼真言时，身、口、意三密相应而出现妙境界。

## 佛教
在佛教中，悉地成就可分为两种：世间悉地（有相悉地），出世间悉地（无相悉地）。世间即所谓世俗物質及有情眾生，世間成就即所谓满愿，如求财、求官等等。出世间悉地则谓在修行上的成就，證量上有九次第定，果位上以涅槃爲最高成就，其中概分为：解脱道阿罗汉、辟支佛；和无上正等正觉佛陀。
也说三种悉地，称上、中、下三种共同悉地。密教又說三品悉地：“一上品悉地，生於密嚴國土。二中品悉地，生於十方之淨土。西方之極樂亦在此中。三下品悉地，生於諸天修羅宮等。”還有四種悉地、五種悉地之說。
修行的大成就者如阿罗汉、大菩萨、佛陀常拥有五种神通力。佛教密宗有著名的八十四大成就者。

## 印度诸教
- 印度教（前身爲婆罗门教）追求梵我合一的成就境界。